# Kerewan (ort i North Bank)
Kerewan är huvudort i regionen North Bank i Gambia. Den ligger i den västra delen av landet, 50 km öster om huvudstaden Banjul. Antalet invånare var 4 570 vid folkräkningen 2013.